# Independencia-Santa Mama Antula (subte de Buenos Aires)
Independencia - Santa Mama Antula es una estación de la línea E de la red de subterráneos de la Ciudad de Buenos Aires. Se encuentra debajo de la calle Lima entre la Avenida Independencia y la calle Estados Unidos, en el límite entre los barrios de Constitución y Monserrat. Fue inaugurada el 24 de abril de 1966, al inaugurarse la extensión de la línea E a Bolívar y Avenida La Plata.
Se puede realizar combinación con la estación Independencia de la línea C de subterráneos, ubicada del otro lado de la Avenida 9 de Julio, en la intersección de la Avenida Independencia y Bernardo de Irigoyen.
En 2023, la Legislatura de la Ciudad Autónoma de Buenos Aires aprobó el renombramiento de la estación como «Independencia - Santa Mama Antula», agregándole esta última denominación en homenaje a María Antonia de Paz y Figueroa, una religiosa rioplatense del siglo XVIII.

## Decoración
Cuenta con un mural realizado en cerámicos de 12 metros de largo y 2 metros de altura, titulada Saliendo de Antonio Seguí.

## Hitos urbanos
Se encuentran en las cercanías de esta:
- Facultad de Ingeniería (sede Paseo Colon)
- Universidad Argentina de la Empresa
- Plaza de Mayo

- Universidad Argentina John F. Kennedy
- Plazoleta Alfonso R. Castelao y Provincia de Corrientes
- Comisaría N.º 4 de la Policía Federal Argentina
- Escuela Primaria Común N.º 7 Gral. Güemes
- Centro de Alfabetización, Educación Básica y Trabajo N°49  Rey Jesús
- UGEE N.º 8 Bachillerato Popular de Adultos y Adolescentes Darío Santillán
- Jardín de Infantes Común N.º 3 San Telmo
- Centro Educativo de Nivel Primario N°14 Sindicato de Luz y Fuerza
- Escuela Primaria Común N.º 1 Valentín Gómez
- Servicio Paz y Justicia - Centro de Documentación (SERPAJ)
- Museo Argentino del Títere
- Academia Porteña del Lunfardo

## Imágenes

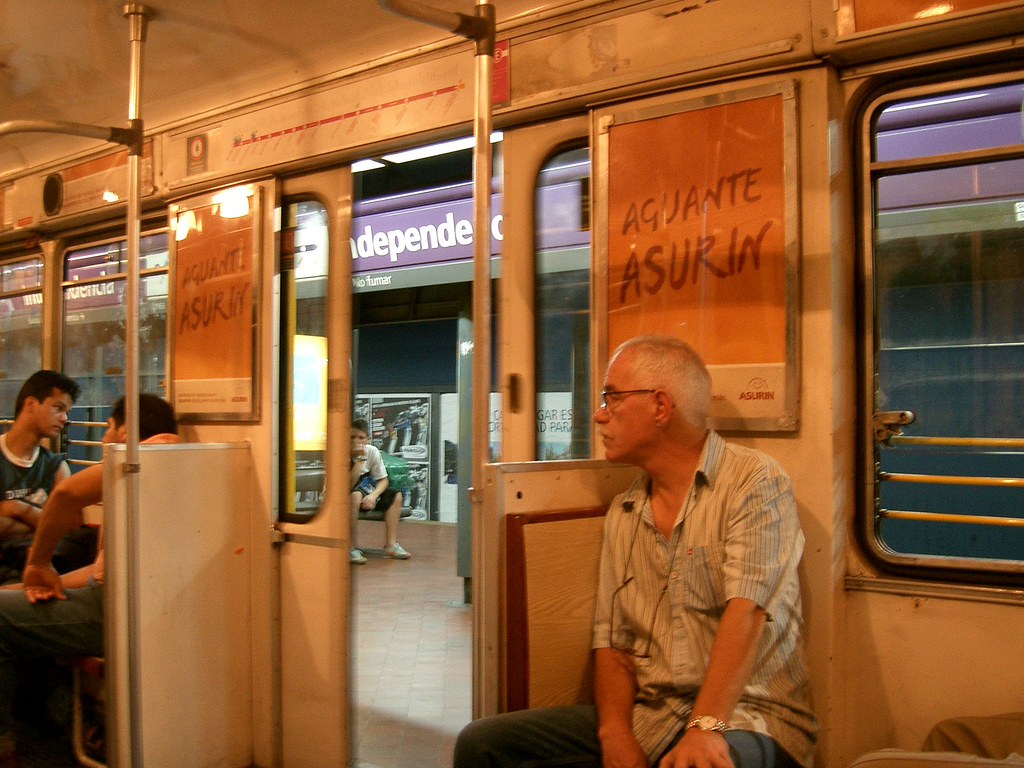
Coche CAF - General Eléctrica Española detenido en la estación
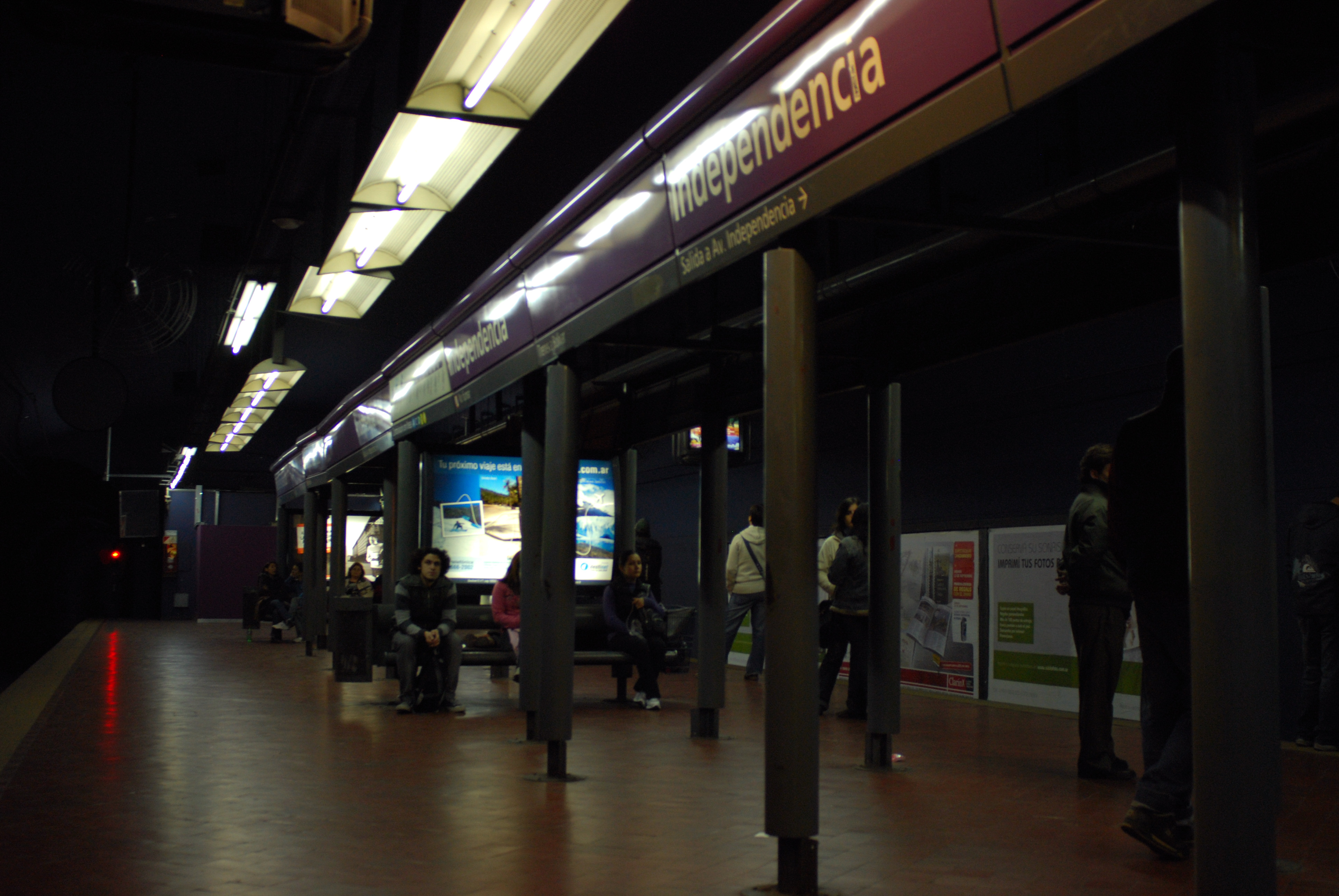
Vista del andén central
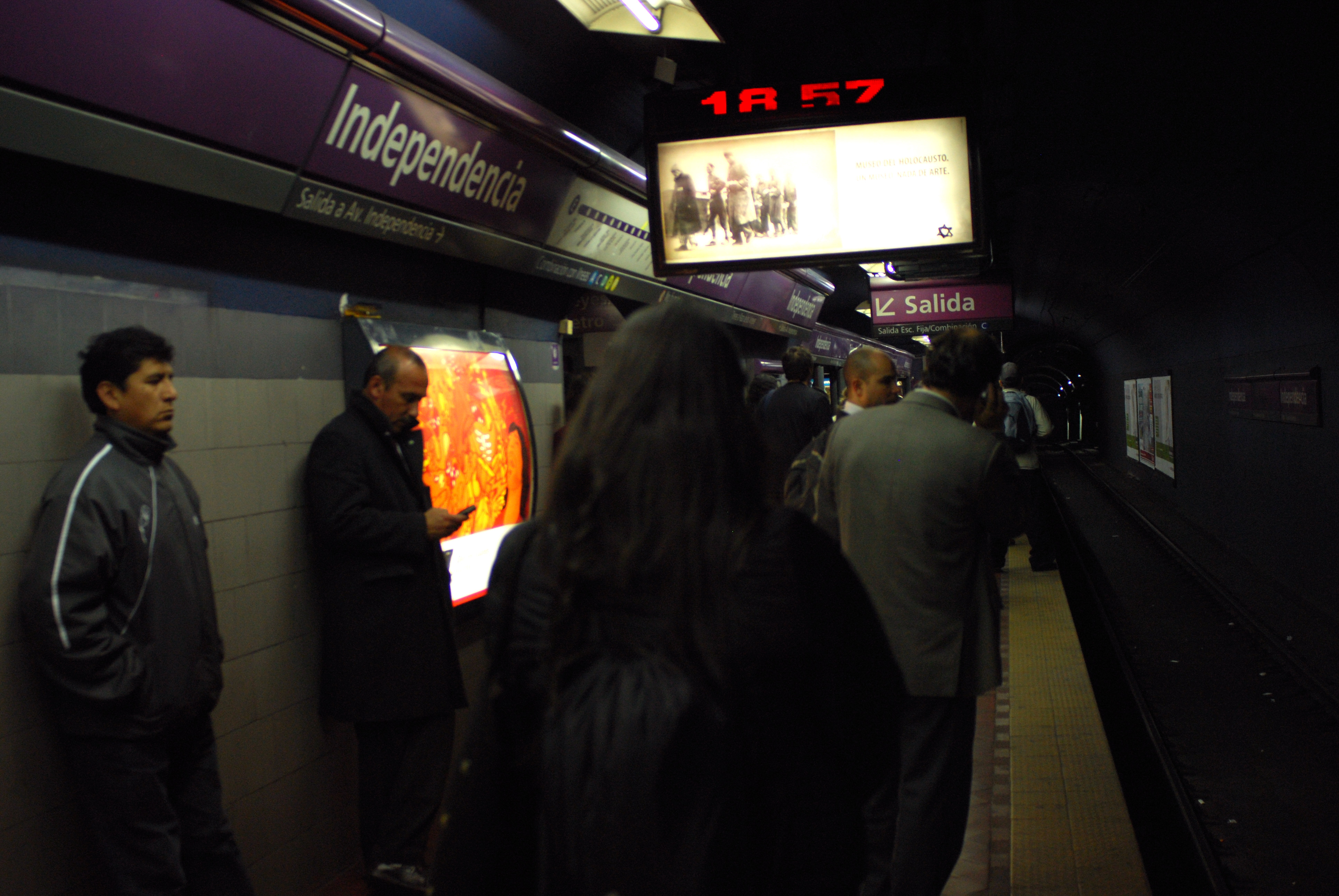
Andén a Plaza de los Virreyes
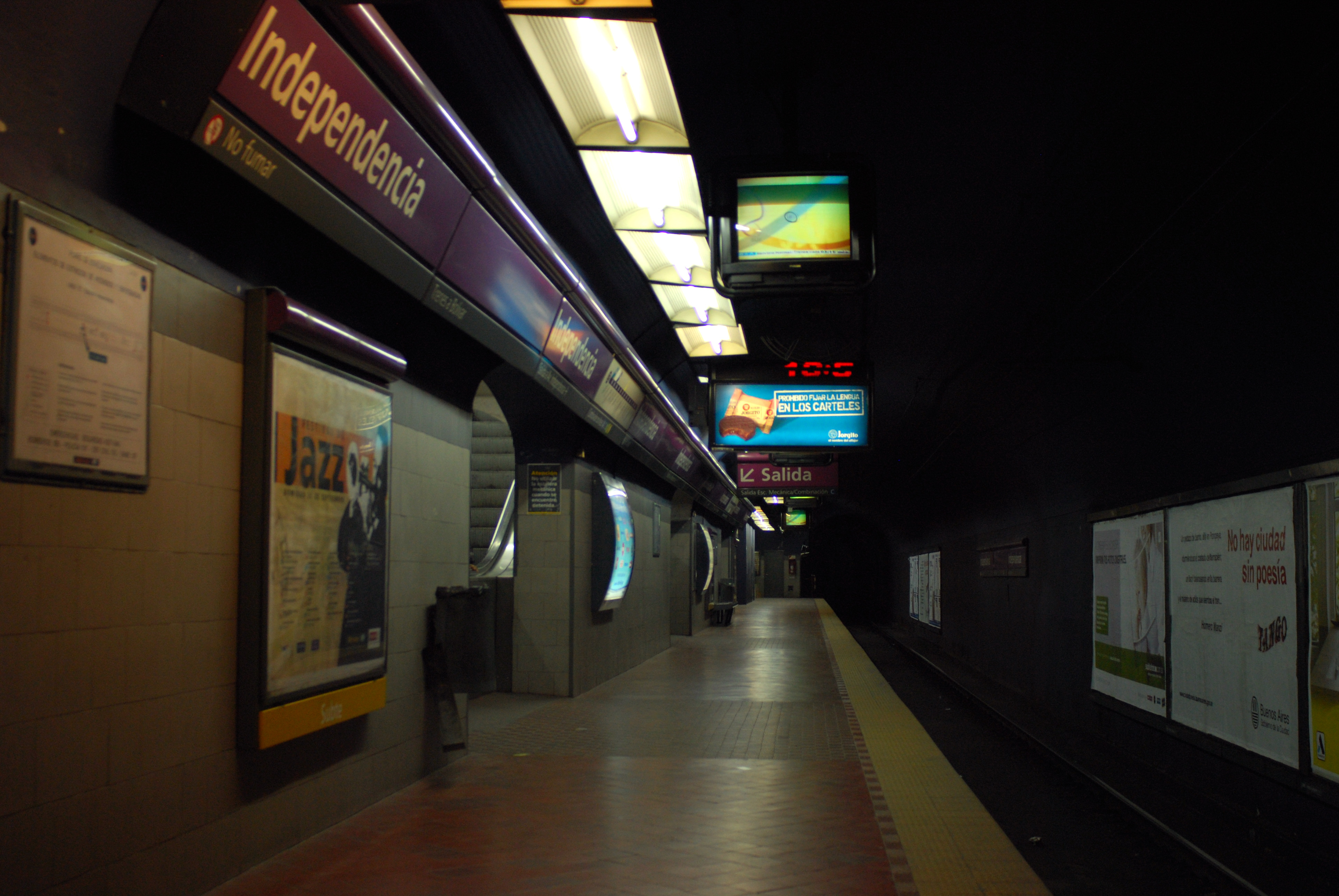
Andén a Bolívar